# Patagoneta
Patagoneta là một chi nhện trong họ Linyphiidae.